# Cvičení s kužely Sokolů malostranského
Cvičení s kužely Sokolů malostranského je český krátkometrážní dokumentární film Jana Kříženeckého z roku 1898. Snímek byl poprvé promítán v programu Českého kinematografu na Výstavě architektury a inženýrství. Film byl natočen původní kamerou bratrů Lumiérů.

## Obsah filmu
Jak už název napovídá na snímku je zachycen malostranský Sokol cvičící s kuželi.